# 州間高速道路684号線

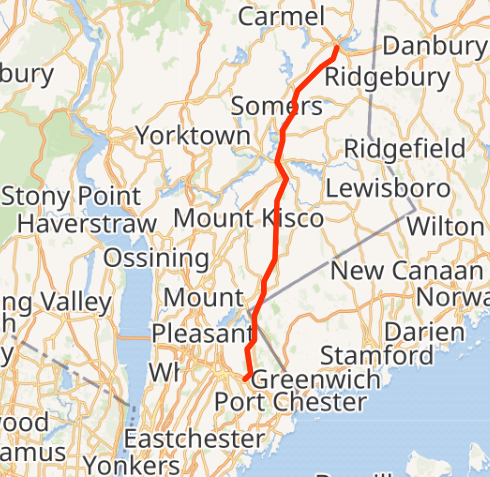
The map of I-684 in New York State

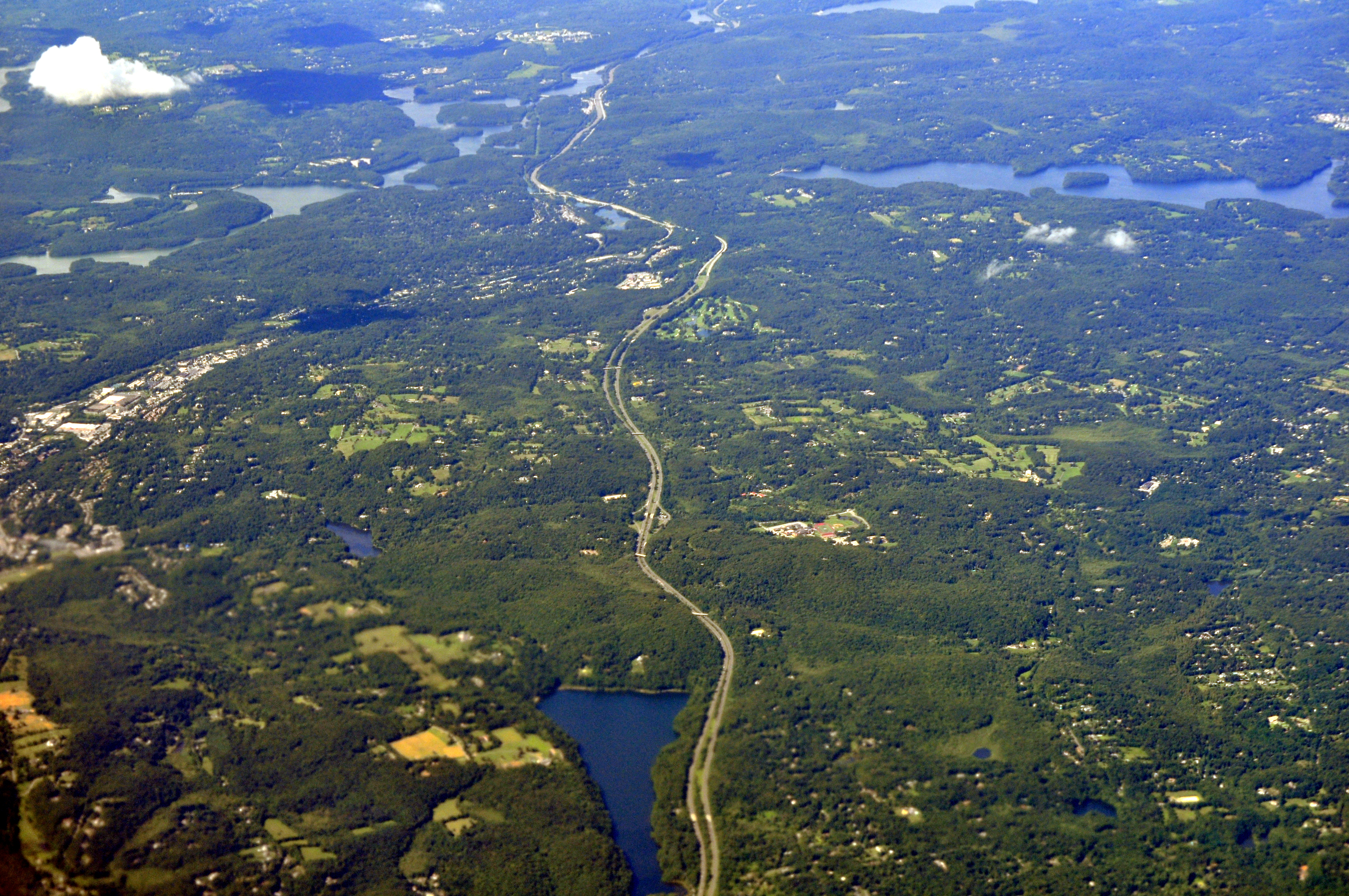
州間高速道路684号線は北へ向かう。

州間高速道路684号線（しゅうかんこうそくどうろ684ごうせん、英語: Interstate Highway 684、略称：I-684）は、アメリカ合衆国ニューヨーク州にある全長28.51マイル（45.88キロメートル）の南北に通る州間高速道路で、コネチカット州に少し懸かるがインターチェンジはない。
この高速道路は、北の州間高速道路84号線（Interstate 84 in New York、I-84）を、南の州間高速道路287号線（Interstate 287 in New York、I-287）とハッチンソン・リバー・パークウェイ（Hutchinson River Parkway）に接続し、主にニューヨーク大都市圏の北部郊外への通勤のための交通を提供している。
この高速道路のルートは、元々は1968年から1970年まで州間高速道路87号線（I-87、一部はニューヨーク・ステート・スルーウェイ）の一部として指定されていた。道路の最初のセクションが1968年10月に開通し、1974年12月には全線開通した。

## 参照項目
- 州間高速道路